# Королевство Лоанго
Лоанго — историческое государство в Центральной Африке.

## География

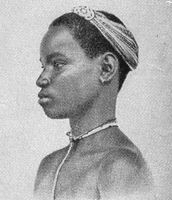
Девушка из Лоанго

Королевство Лоанго находилось на территории, прилегающей к Атлантическому океану на территории современных Республики Конго и Демократической Республики Конго. Существовало сначала как часть королевства Конго, завоевав затем независимость. Своего расцвета Лоанго достигло в XVII столетии, когда оно простиралось от Майомбе на севере и почти до устья реки Конго на юге. Местные жители говорили на северном диалекте языка конго, родного также и для обитателей находившегося южнее королевства Конго.

## История

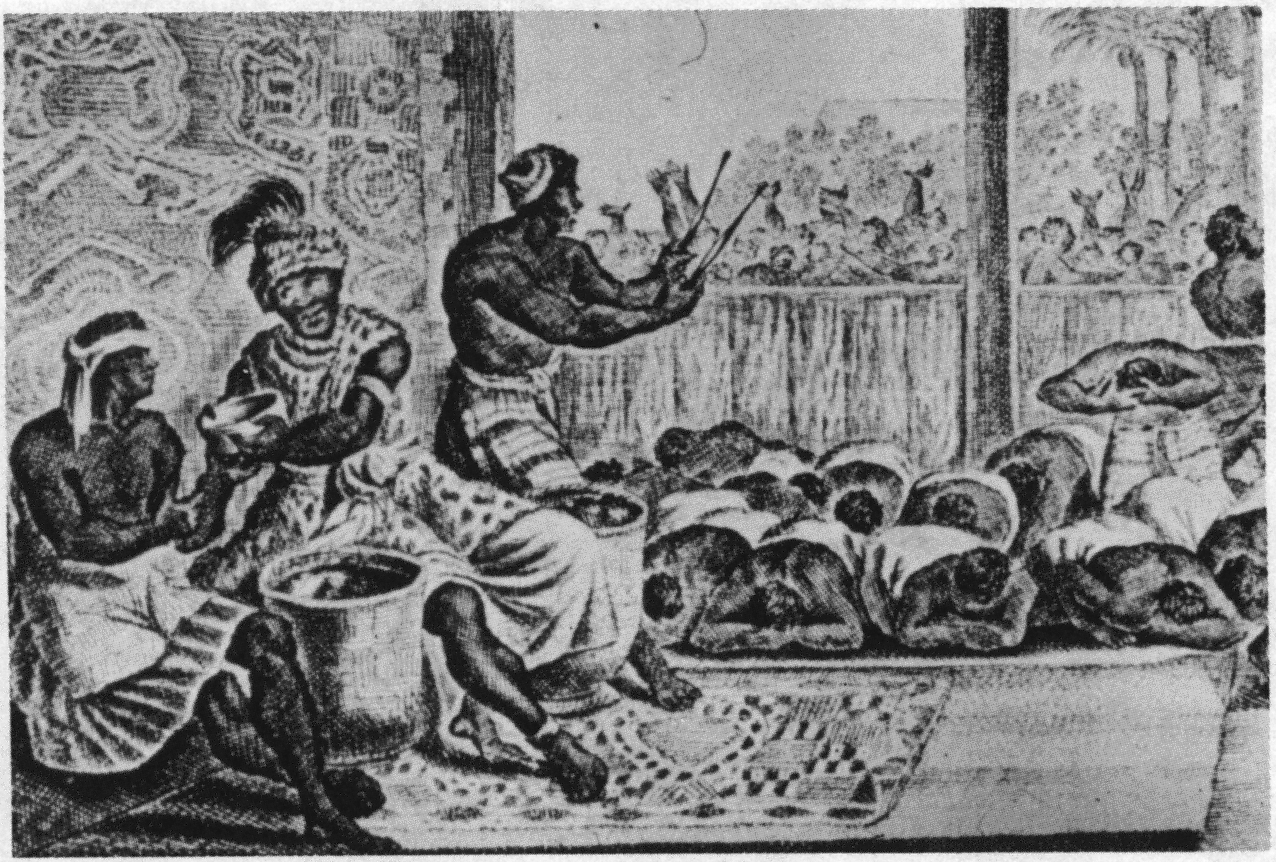
При дворе короля Лоанго. Рисунок 2-й половины XVII века

Королевство Лоанго появилось в XIV веке как часть королевства Конго, и просуществовало до XIX столетия. Между 1512 и 1570 годами от королевства Конго отделился народ фиоте, населявший королевство Лоанго. В конце XVI столетия Лоанго становится независимым. В XVIII веке Лоанго становится крупным торговым центром Западной и Центральной Африки. В 1883 году королевство было превращено в протекторат Франции.